# Minhag (Judentum)
Minhag (hebräisch מִנְהָג) bedeutet im Judentum Brauch, Brauchtum und ist vom hebräischen Verb nahag / נָהַג / ‚leiten, führen‘ abgeleitet.
Das Wort tritt in der Bibel (2 Kön 9,20 ) in der Bedeutung „Fahrweise“ (eines Kriegswagens) auf. Es wurde jedoch von den Rabbinern im Sinne von „Brauch“ verwendet. Im Rahmen dieser Bedeutung gibt es zahlreiche Nuancen. Der Begriff wird angewendet auf:
1. Gebräuche, die in der Praxis allgemein angewendet werden und als Halacha bindende Kraft erlangt haben. Ein Beispiel dafür ist das Tragen einer Kippa.
2. lokal begrenzte Gebräuche, deren Geltungskraft sich auf ein Land oder eine spezifische Gemeinde beschränkt. Die Frage, ob solche lokale Minhagim auch für Juden gelten, die aus einem anderen Ort stammen, wird im Talmud und in den Gesetzestexten ausführlich behandelt.
3. Das Wort „Minhag“ wird auch für liturgische Riten verwendet, die sich in bestimmten Regionen entwickelt haben. Beispiele: aschkenasischer Minhag, sefardischer Minhag, polnischer Minhag.